# عبد الرضا السجواني
عبد الرضا السجواني قاص و كاتب إماراتي عضو اتحاد كتاب وأدباء الإمارات.

## نشأته ومولده
ولد في منطقة (المريجة) في الشارقة عام 1959 م، في بيئة اجتماعية تقليدية تسودها البساطة وتعتمد على التراحم والتلاحم والترابط في تعاملاتها اليومية، وكان ترتيبه السادس لثلاثة اخوان وثلاث بنات، لأب يعمل في تجارة الغليون وأم كان لها تأثير كبير عليه كأديب.

## المؤهلات العلمية
حاصل على البكالوريوس في اللغة العربية وآدابها من جامعة الإمارات، عام 1981م.

## نبذة
هو مؤسس إدارة العلاقات العامة والإعلام التربوي في وزارة التربية والتعليم، منذ عام 1981م. وهو عضو مؤسس في اتحاد كتّاب وأدباء الإمارات. شارك في تأسيس وتحرير مجلتي: «شؤون أدبية»، «دراسات»، اللتين تصدران عن "كتّاب وأدباء الإمارات"، منذ الثمانينيات من القرن الـ20. أصدر مجموعات قصصية، عديدة.

## جوائز
حائز على جائزة غانم غباش للقصة القصيرة عامي 90-91م،

## إصداراته
- ذلك الزمان 1978 م.
- زلة عذاري 1981 م.
- الرفض 1992م.
- انحدار 2001 م.
- هاتف الشمس 2001 م.
- قصص أطفال صدرت عن المجلس الأعلى للطفولة بالشارقة عام 2001م:

أ- البيت العظيم
ب‌- الفلاح الخير
ت‌- الحطاب وحيوانات الغابة
- أشرعة الليل 2003 م.
- قلوب من ذهب 2011 م [3]
- أم النسور 2013 م [4]
- رؤى في الثقافة والإبداع 2013 م[5]
- ذلك الزمان – إعادة إصدار - 2014 م [6]

## أعماله
- مؤسس لإدارة العلاقات العامة والإعلام التربوي بوزارة التربية والتعليم و الشباب منذ عام 1981م .
- مؤسس لأتحاد كتاب وأدباء الإمارات منذ ما قبل اشتهاره عام 1978م .
- شارك في تأسيس وتحرير مجلتي:

1- شؤون أدبية.
2- دراسات.
(الصادرتان عن اتحاد كتاب وأدباء الإمارات منذ الثمانينات)
- شارك في تحرير مجلتي:

1- التربية.
2- آفاق تربوية.
(الصادرتان عن إدارة العلاقات العامة والإعلام التربوي بوزارة التربية والتعليم)
- شارك في الكتابة لدى العديد من صحف ومجلات كانت تصدر في الدولة وتوقفت منذ بداية السبعينات مثل:

( مجلة أخبار دبي، والنصر، والأهلي، وصحيفة الوثبة....... )
- بجانب مشاركاته في الكتابة لدى الصحف والمجلات خارج الدولة...خاصة على مستوى دول مجلس التعاون الخليجي.
- شارك في العديد من الندوات الفكرية والملتقيات الأدبية والمؤتمرات على مستوى الدولة وخارجها.
- ساهم في اثراء الساحة الثقافية بالكتابة في الصحف والدوريات المنتشرة في الدولة على مستوى المقالة، والقصة، والدراسة، والبحث، والتحقيقات الصحفية.[7]

## قصصه
- قصة أم النسور من المجموعة القصصية أم النسور 2013 م[8]